# قرار مجلس الأمن التابع للأمم المتحدة رقم 855
قرار مجلس الأمن التابع للأمم المتحدة رقم 855، المعتمد في 9 آب / أغسطس 1993، بعد إعادة التأكيد على قرارات إنهاء النزاع في يوغوسلافيا السابقة والاستماع إلى بيانات من منظمة الأمن والتعاون في أوروبا وجمهورية يوغوسلافيا الاتحادية (صربيا والجبل الأسود)، دعا المجلس صربيا والجبل الأسود إلى إعادة النظر في رفضهما لبعثات منظمة الأمن والتعاون في أوروبا في أراضيهما.
وأشير إلى بعثات منظمة الأمن والتعاون في أوروبا كمثال للدبلوماسية الوقائية التي ساهمت بشكل كبير في تعزيز الاستقرار والتصدي لخطر العنف في كوسوفو وساندجاك وفويفودينا. وقد عقد المجلس العزم على تجنب أي امتداد للصراع في يوغوسلافيا السابقة، وأولى أهمية لرصد المجتمع الدولي للحالة في كوسوفو وساندجاك وفويفودينا.
وحث صربيا والجبل الأسود على إعادة النظر في قراريهما، وأوصى بالتعاون مع منظمة الأمن والتعاون في أوروبا حتى يمكن اتخاذ خطوات لاستئناف المراقبة والموافقة على زيادة عدد المراقبين. واختتم القرار بدعوة السلطات في صربيا والجبل الأسود إلى ضمان سلامة وأمن المراقبين والسماح لهم بالوصول دون عوائق اللازمة لإكمال مهمتهم.
تم اعتماد القرار بأغلبية 14 صوتاً وامتناع الصين عن التصويت.

## روابط خارجية
- نص القرار في undocs.org